# Jan Patočka
Jan Patocka (Turnov, 1 de junio de 1907-Praga, 13 de marzo de 1977), renombrado filósofo checo, fenomenólogo, seguidor de Husserl y defensor de Heidegger, fue uno de los pensadores más lúcidos e influyentes del movimiento cívico de resistencia al comunismo y dirigente del movimiento opositor Carta 77. 
Tras años de magisterio clandestino, murió después de un interrogatorio policíaco de más de diez horas. Poco tiempo antes había dicho: "hoy la gente vuelve a saber que existen cosas por las que vale la pena sufrir, y que las cosas por las que eventualmente se sufre son aquéllas por las que vale la pena vivir".

## Formación
En 1925 comenzó sus estudios Romanística, Eslavística y Filosofía en la Universidad Carolina de Praga motivado por la búsqueda de  "un centro espiritual para la vida". En 1929 es becado por el gobierno francés para estudiar en la Sorbona, donde conoce a Edmund Husserl, convirtiéndose en uno de sus principales estudiantes. De modo posterior a la finalización de su doctorado, la Fundación Humboldt le concede una nueva beca para estudiar en Berlin y Friburgo durante 1932 y 1933, donde llegará a conocer a Heidegger. De vuelta a su tierra natal, Patocka comenzaría a colaborar en el incipiente Círculo Filosófico de Praga, permitiendo que Husserl impartiera dos conferencias en el año 1935 en la ciudad. En 1936 defiende su obra "El mundo como problema filosófico" que le valió su ingreso a la Universidad Carolina como profesor asociado.

## Pensamiento
Parte considerable de su trabajo se dedica a establecer cómo el pensamiento de la Totalidad del Proceso del Mundo se encuentra inmersa en la conciencia cultural de la época moderna, que se correlaciona con la ontología clásica propuesta por el criticismo Kantiano, la cual carece de una cosmovisión que ordene la realidad, produciendo una desantropomorfización del mundo que ha llegado a traducirse en la pérdida de las certezas que en épocas anteriores, como en la Antigüedad o la Edad Media, existían. Tal panorama es rastreado a través de una genealogía de pensadores que comienzan con la radicalización de la separación entre la experiencia subjetiva y el mundo externo con la propuesta filosófica de René Descartes, lo cual constituiría el problema de la existencia de dos mundos paralelos: el mundo natural y el mundo de las ciencias. La línea argumental de esta cosmovisión escindida tendrá como punto de partida la hipótesis de que la estructura del mundo se fundamenta en la lógica y que todo fenómeno del mundo puede ser comprendido en el lenguaje universal de la física matemática, por lo cual se fijará como propósito de su investigación indagar en el fundamento de una unidad de la cosmovisión haciendo uso de acceso a la tradición filosófica el concepto de subjetividad.

## Obras Publicadas

### Obra editada en español
- Patocka, Jan (2007). Libertad y sacrificio. Ediciones Sígueme. ISBN 978-84-301-1650-8.

- Patocka, Jan (2005). Introducción a la fenomenología. Herder. ISBN 978-84-254-2333-8.

- Patocka, Jan (2004). El movimiento de la existencia humana. Encuentro Ediciones. ISBN 978-84-7490-708-7.

- Patocka, Jan (1991). Platón y Europa. Edicions 62. ISBN 978-84-297-3243-6.

- Patocka, Jan (1988). Ensayos heréticos: sobre la filosofía de la historia. Edicions 62. ISBN 978-84-297-2824-8.

- Patocka, Jan (1976). Los intelectuales ante la nueva sociedad. Ediciones Akal. ISBN 978-84-7339-159-7.

- Patocka, Jan (2020). Interioridad y mundo: Manuscritos fenomenológicos de la Segunda Guerra. Sb editorial. ISBN 978-9878384023.

### Obra editada en inglés
- Patocka, Jan (1999). Body, Community, Language, World. Open Court. ISBN 9780812693591.

- Patocka, Jan (2020). Living in Problematicity. Karoma. ISBN 9788024645100.

- Patocka, Jan (2016). The Natural World as a Philosophical Problem. Northwestern University Press. ISBN 9780810133617.

- Patocka, Jan (2018). An introduction to Husserl's phenomenology. Open Court Publishing. ISBN 0812693388.

### Obra editada en checo
- Patocka, Jan (1992). Co jsou Češi?: Malý přehled fakt a pokus o vysvětlení. Panorama. ISBN 8070382783.

### Obra editada en alemán
- Patocka, Jan (2022). Europa Und Nach-Europa: Zur Phanomenologie Einer Idee. Verlag Karl Alber. ISBN 3495488065.

### Obra editada en francés
- Patocka, Jan (1991). L'Écrivain, son "objet". POL. ISBN 2867441161.

- Patocka, Jan (2007). L Europe Apres L Europe. VERDIER. ISBN 2864324962.

- Patocka, Jan (2011). Éternité et historicité: philosophie. VERDIER. ISBN 2864325950.

- Patocka, Jan (1991). L'Art et le Temps. POL. ISBN 2867441218.